# Julius Echter von Mespelbrunn
Julius Echter von Mespelbrunn (18 de marzo de 1545, Mespelbrunn - 13 de septiembre de 1617, Würzburg ) fue el príncipe obispo de Würzburg,  un teólogo católico romano, decano de la catedral y político germano, comncido por su dureza en la defensa del catolicismo. Durante su obispado, persiguió a quienes profesaban el protestantismo, desterrando a todos los pastores y predicadores luteranos de su territorio. Exigía que todos los funcionarios públicos fueran católicos, incluyendo los maestros.